# Flugunfall der Touraine Air Transport in Nantes
Der Flugunfall der Touraine Air Transport in Nantes ereignete sich am 2. Juli 1975. An diesem Tag wurde mit einer Beechcraft 99 der Touraine Air Transport ein regionaler inländischer Linienflug von Nantes nach Brest durchgeführt. Nach einem Triebwerksausfall kurz nach dem Start stürzte die Maschine aufgrund eines Kontrollverlusts zu Boden, wobei alle acht Insassen starben.

## Flugzeug
Das betroffene Flugzeug war eine im Jahr 1969 gebaute Beechcraft 99 mit der Werknummer U-61, die im Januar 1969 mit dem Luftfahrzeugkennzeichen N8110R erstmals auf den Hersteller zugelassen und dann umgehend an Arawak Airlines aus Trinidad and Tobago verleast wurde. Im April desselben Jahres wurde die Maschine an den Leasinggeber retourniert. Im Jahr 1970 wurde das Flugzeug durch die Keystone Commuter Airlines aufgekauft, im Juni 1972 kaufte Touraine Air Transport die Maschine und ließ sie mit dem neuen Kennzeichen F-BTQE wieder zu. Das zweimotorige Regionalverkehrsflugzeug war mit zwei Turboproptriebwerken des Typs Pratt & Whitney Canada PT6A-22 und 15 Passagiersitzplätzen ausgestattet.

## Insassen
Den Flug von Nantes nach Brest hatten sechs Passagiere angetreten. Es befand sich lediglich eine zweiköpfige Besatzung an Bord, bestehend aus einem Flugkapitän und einem Ersten Offizier. Auf dem Regionalflug waren keine Flugbegleiter vorgesehen.

## Unfallhergang
Kurz nach dem Start vom Flughafen Nantes-Château Bougon Airport, als sich die Maschine noch im Anfangssteigflug befand, meldete sich der Kapitän der Beechcraft bei der Flugsicherung und berichtete, dass das rechte Triebwerk seiner Maschine ausgefallen sei und Feuer gefangen habe. Die Flugsicherung erteilte den Piloten eine Freigabe zur Rückkehr nach Nantes und der Durchführung einer Notlandung. Kurz darauf stürzte die Maschine auf ein Eisenbahngleis, das sich in der Nähe des Flughafens befand und brannte völlig aus. Die Beechcraft wurde beim Aufprall völlig zerstört, alle acht Insassen kamen ums Leben.

## Ursache
Die Unfalluntersuchung ergab, dass es an der Maschine vor dem Absturz infolge des Triebwerksausfalls zu einem Strömungsabriss gekommen war. Warum das rechte Triebwerk ausgefallen war, konnte nie ermittelt werden.